# Един прекрасен ден
„Един прекрасен ден“ (на английски: One Fine Day) е американска романтична комедия от 1996 година на режисьора Майкъл Хофман. Във филма участват Мишел Пфайфър, Джордж Клуни, Мей Уитман, Чарлс Дърнинг и Алекс Линц.
Мишел Пфайфър е изпълнителен продуцент на филма чрез нейната компания „Виа Роса Продъкшънс“.
Филмът е номиниран за „Оскар“ за най-добра оригинална песен за парчето „For the First Time“.